# Залускі (Підляське воєводство)
Залускі (пол. Załuski) — село в Польщі, у гміні Щучин Ґраєвського повіту Підляського воєводства.
Населення — 60 осіб (2011).
У 1975-1998 роках село належало до Ломжинського воєводства.

## Демографія
Демографічна структура станом на 31 березня 2011 року:
|          | Загалом | Допрацездатний вік | Працездатний вік | Постпрацездатний вік |
| -------- | ------- | ------------------ | ---------------- | -------------------- |
| Чоловіки | 35      | 8                  | 22               | 5                    |
| Жінки    | 25      | 3                  | 18               | 4                    |
| Разом    | 60      | 11                 | 40               | 9                    |